# Med rätt att döda
Med rätt att döda (eng. titel Licence Renewed) var den första romanen av John Gardner om Ian Flemings hemlige agent James Bond. Den gavs ut 1981. Gardners bok blev en nystart för den litterära Bond - som inte figurerat i bokform sedan 1968 (Överste Sun) - som skulle vara fram till 1994 då nästa författare, Raymond Benson, tog vid.
I denna bok skaffar också Bond en personlig bil, en SAAB 900 Turbo som han kallar "Silver Beast".

## Handling
Boken utspelar sig något år efter Flemings böcker, men det har blivit 1980-tal. Trots att 00-sektionen inte längre finns, får Bond i uppdrag av M att undersöka Anton Murik, en kärnfysiker som anklagats för att samarbeta med terrorister. Bond infiltrerar Muriks slott (i Skottland), i sken av att vara legoknekt, och får jobbet att döda terroristen Franco. Men Franco har i sin tur fått jobbet att döda Muriks vackra skyddsling Lavender Peacock.
Under tiden lyckas Bond lista ut Muriks verkliga plan: att kapa ett antal kärnkraftverk i Storbritannien med hjälp av olika terroristgrupper. Men när Bond har fått reda på det, fångas han av Muriks väldige livvakt, Caber.

## Rollfigurer (i urval)
- James Bond
- Anton Murik
- Caber
- Lavender Peacock
- Franco
- M
- Bill Tanner
- Ann Reilly (Q'ute)
- Mary Jane Mashkin

## Övrigt
- Trots att 00-sektionen inte finns längre,[4] använder M Bond på samma sätt som tidigare, med förklaringen: "Du kommer alltid att vara 007 för mig". Däremot har Q gått i pension och efterträtts av den vackra Ann Reilly som Bond får ett deltidsförhållande med.
- När boken gavs ut i USA fick den en amerikansk titel: License Renewed (med s istället för c).
- En sekvens i början, där Murik fuskar på galoppbanan Ascot Racecourse,[2] liknar en scen i Bond-filmen Levande måltavla (1985). Det är inte säkert ifall Bond-filmen vinkar till Gardners bok eller inte.
- Bonds nya bil är en Saab 900 Turbo som kallas The Silver Beast. Den är till skillnad från de tidigare, Bonds egen bil, men har utrustats med massor av prylar, inspirerat av Bond-filmerna. Trots det hävdar Gardner att han inte sett någon Bond-film sedan han fick jobbet att skriva om Bond. Saab tog tillfället i akt, och gjorde en enorm reklamkampanj där en bil utrustades på samma sätt som Bonds.[5] Bilen användes av Bond i de två kommande Bond-böckerna.